# K.u.k. Infanterieregiment „Kaiser“ Nr. 1
Das k.u.k. Infanterieregiment „Kaiser“ Nr. 1 wurde 1716 als Regiment Alt-Lothringen zu Fuß vom habsburgischen Kaiser Karl VI. in Dienst gestellt. Das Regiment bestand bis 1918 im Kaisertum Österreich und der österreich-ungarischen Monarchie fort. Den bis 1915 geführten Namen erhielt das Regiment mit der Wahl des Regimentschefs Franz Stephan von Lothringen zum Kaiser 1745. Im Jahre 1915 wurden die Zusatzbezeichnungen abgeschafft: es hieß offiziell nur noch „Infanterieregiment Nr. 1“. Dies ließ sich jedoch nicht so ohne weiteres durchsetzen, insbesondere da die sparsame k.u.k. Militäradministratur angeordnet hatte, zunächst alle vorhandenen Stempel und Formulare aufzubrauchen.

## Geschichte
Der Kurfürst und Erzbischof von Trier Karl Joseph von Lothringen errichtete am 19. August 1715 zwei kurtrierische Regimenter, die schon 1716 für 10 Jahre unter den Namen „Alt-Lothringen“ und „Jung-Lothringen“ in kaiserliche Dienste traten. Erste Inhaber wurden der lothringische Erbprinz Leopold Clemens Karl und sein nächstjüngerer Bruder Franz Stephan von Lothringen. Franz übernahm das „Infanterieregiment Jung-Lothringen“ nur für wenige Jahre. Nach dem plötzlichen Tod seines älteren Bruders erhielt er als neuer Erbprinz das Regiment, nun „Infanterieregiment Lothringen“. Als Franz 1745 zum römischen Kaiser gewählt wurde, begründete sich die Inhaberschaft des Kaisers, die das Heilige Römische Reich überdauerte und bis zum Ende des Kaisertums Österreich 1918 reichte. 1769 wurde dem Namen des Inhabers die feste Stammnummer 1 hinzugefügt: „Infanterieregiment Kaiser No. 1“. Seit 1860 hieß das Regiment „K.u.k. Schlesisches Infanterieregiment „Kaiser“ Nr. 1“.

### Formationsgeschichte, Ersatz und Standorte
In der Frühen Neuzeit rekrutierten sich die Soldaten des Regiments aus dem gesamten Reich. Nach Übernahme aus kurtrierischen Diensten fanden Ergänzungen aus Mainz, Frankfurt am Main, Darmstadt, Mannheim, Heilbronn, Köln, Bingen, Kreuznach, Worms, Aschaffenburg statt. Ab 1766 bildete der Oberrheinische Reichskreis das Hauptrekrutierungsgebiet. „Verbotene Nationalitäten“ waren Franzosen, Italiener, Schweizer, Polen, Ungarn und Kroaten. Ab 1766 galt eine differenzierte „Reichs-Werbung“. Soldaten wurden fortan vor allem im Oberrheinischen Reichskreis geworben. Aber auch die Landstände der österreichischen Erblande boten Ersatz.
Die Standorte wechselten bis 1771. Danach galten „Standquartiere“ in den österreichischen Erblanden als ständige Garnisonen, mit festen Werb-Bezirken für die deutschen Regimenter. No. 1 rekrutierte sich fortan in Mähren und Österreichisch-Schlesien. In der Schlacht bei Austerlitz nahm das Regiment an der Verteidigung der Pratzener Höhe unter Generalmajor Franz Jircik teil.

## Inhaber
Das Regiment kam 1716 aus kurtrierischen Diensten in kaiserliche Dienste und Inhaber war der damalige Kurfürst von Trier. Nachfolgende Inhaber seit 1745 waren jeweils die habsburgischen Kaiser. Für das Regiment wurde daher ein zweiter Inhaber ernannt:
- 1767–1803 Jakob Botta d’Adorno, Feldmarschall
- 1803–1827 Thomas von Brady, Feldzeugmeister
- 1827–1842 Franz von Hauger, Feldmarschall-Lieutenant
- 1843–1850 Konstantin d’Aspre, Feldzeugmeister
- 1850–1855 Georg von Ramberg, Feldmarschall-Lieutenant
- 1855–1864 Ignaz von Teimer, Feldmarschall-Lieutenant
- 1864–1869 Joseph Jablonski del Monte Berico, Feldmarschall

## Stand 1914
Unterstellt: – 5. Infanterie-Truppendivision – I. Armeekorps
Nationalitäten: 82 % Deutsche – 15 % Tschechen – 3 % Andere
Ergänzungsbezirkskommando und Ersatzbataillonskader: Troppau
Dislozierung: Stab, II.,III. Baon: Krakau (ul. Warszawska Kronprinz-Rudolf Kaserne) – I. Baon: Mostar – IV. Baon Troppau
Kommandant: Oberst Adalbert von Kaltenborn
Stabsoffiziere: Oberstleutnant Panzenböck, Karl – Oberstleutnant Latinik, Franz – Oberstleutnant Kremling Edler von Eggholf, Ludwig – Oberstleutnant Wolf, Matthias – Major Lanna, Karl – Major Hemala, Maximilian – Major Salaschek, Josef – Major Jiroušek, Anton
Deutsche Uniform – Egalisierungsfarbe: dunkelrot – Knöpfe: Gold
Regimentssprache: Deutsch
Die Kasernengebäude in Krakau sind noch vorhanden, in ihnen befindet sich heute das Polytechnikum. Koordinate: 50° 4′ 18″ N, 19° 56′ 36″ O

### Regimentskommandanten
- 1716 Obristlieutenant Freiherr Werner von Moltke
- 1727 Oberst Freiherr Carl von Waha
- 1733 Oberst Graf Joseph von Mercy-Argenteau
- 1734 Oberst Christian von Helfreich
- 1739 Oberst Johann von Dehrenthal
- 1741 Oberst Baron Joseph Meligny
- 1742 Oberst Joseph de Levrier
- 1745 Oberst Hyacinth de Bretton
- 1752 Oberst Leopold von Lagelberg
- 1758 Oberst Engelbert von Leeuven
- 1766 Oberst Graf Franz von Kaunitz-Rittberg
- 1773 Oberst Freiherr Carl von Huff
- 1785 Oberst Graf Cajetan von Lichtenberg
- 1789 Oberst Chevalier Gerhard Rosselmini
- 1794 Oberst Graf Ferdinand von Nimptsch
- 1796 Oberst Prinz Wilhelm zu Anhalt-Bernburg-Schaumburg
- 1799 Oberst Chevalier Christian Johnson
- 1800 Oberst Nicolaus von Kayser
- 1807 Oberst Johann Gredler
- 1809 Oberst Prinz Gustav von Hohenlohe-Langenburg
- 1815 Oberst Franz Straka
- 1820 Oberst Freiherr Alexander von Mayus
- 1827 Oberst Freiherr Moritz von Sahlhausen
- 1831 Oberst Franz Edler von Janda
- 1837 Oberst Joseph Kalliany von Kallyan
- 1845 Oberst Freiherr Joseph von Post
- 1849 Oberst Joseph von Martini
- 1850 Oberst Graf Alois von Künigl Freiherr von Ehrenburg und auf der Warth
- 1857 Oberst Freiherr Franz von John
- 1859 Oberst Stephan Victor von Pontis
- 1859 Oberstlieutenant Joseph von Ringelsheim
- 1860 Oberst Alfred Du Rieux de Feyau
- 1866 Oberst Erwin Schmelzer
- 1866 Oberst Joseph Du Rieux de Feyau
- 1867 Oberst Joseph Fellner von Feldegg
- 1874 Oberst Hugo Ritter von Taulow von Rosenthal
- 1877 Oberst Zambaur Eduard von Zambaur
- 1882 Oberst Freiherr Emil von Lichtenberg
- 1885 Oberst Ernst Schmedes
- 1887 Oberst Gustav Ritter von Hayd von und zu Haydegg
- 1890 Oberst Arthur Ritter von Pino von Friedenthal
- 1891 Oberst Albert Edler von Mayer
- 1895 Oberst Franz Conrad von Hötzendorf
- 1903 Oberst Emmerich Edler von Fischer
- 1904–1907: Oberst Hugo Kromer
- 1908–1910: Oberst Freiherr Heinrich von Fiedler
- 1911: vakant
- 1912–1914: Oberst Adalbert von Kaltenborn

### Letzte Garnisonen

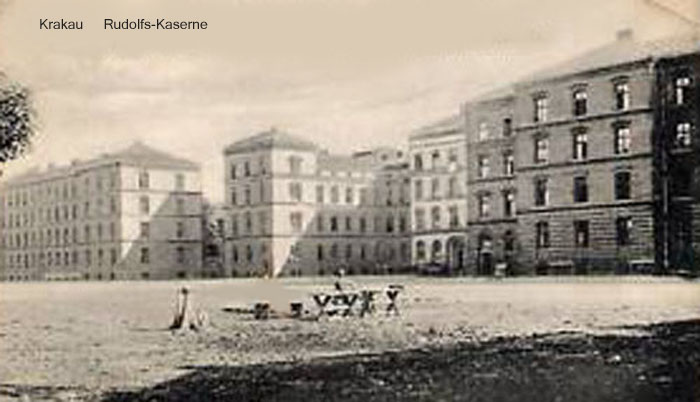
Kaserne des Regiments in Krakau

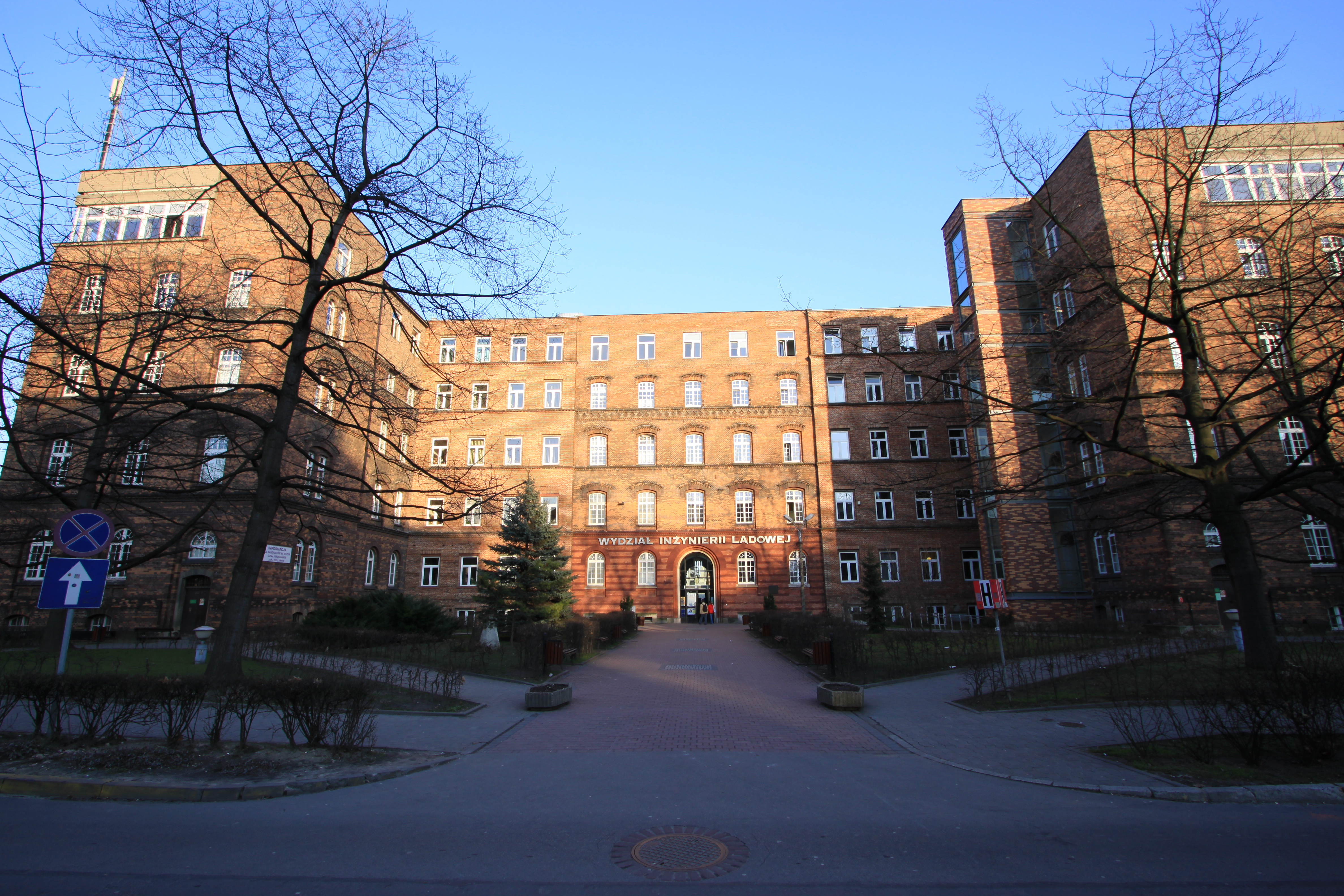
Die Kaserne heute als Polytechnikum

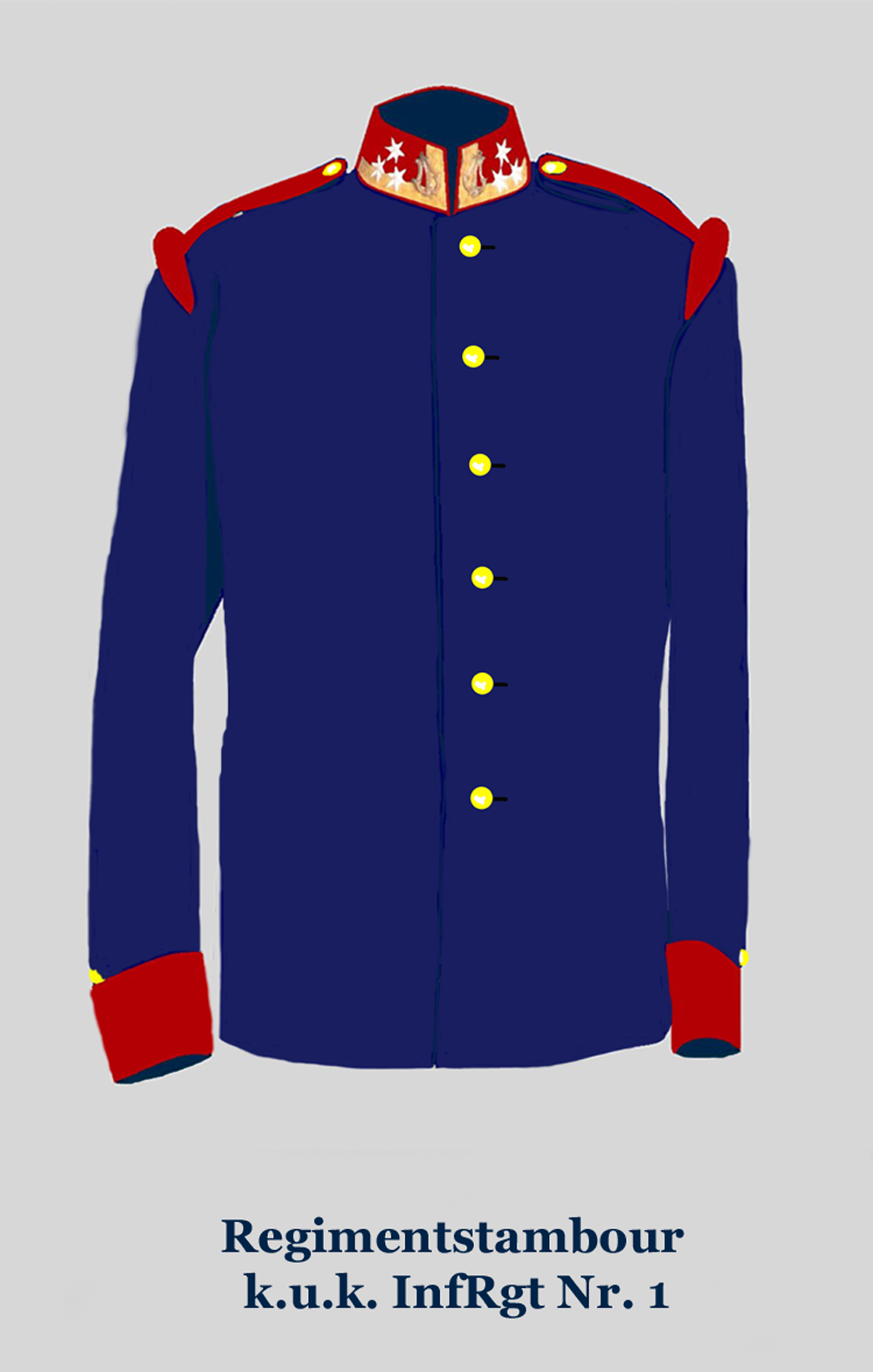
Waffenrock des Regimentstambours (Feldwebel)

| Stab                               | I. Bataillon                       | II. Bataillon                                | III. Bataillon                     | IV. Bataillon     |
| ---------------------------------- | ---------------------------------- | -------------------------------------------- | ---------------------------------- | ----------------- |
| 1903–1912 Troppau 1913–1914 Krakau | 1903–1911 Troppau 1912–1914 Mostar | 1903–1908 Troppau 1909–Foča 1910–1914 Krakau | 1903–1911 Troppau 1912–1914 Krakau | 1903–1914 Troppau |

### Einsatzgeschichte
Das Regiment nahm an den folgenden Kriegen und Interventionen teil:
- 1714–1718 Venezianisch-Österreichischer Türkenkrieg
- 1733–1735 Polnischer Thronfolgekrieg
- 1736–1739 Russisch-Österreichischer Türkenkrieg
- 1740–1748 Österreichischer Erbfolgekrieg
- 1756–1763 Siebenjähriger Krieg
- 1778/1779 Bayerischer Erbfolgekrieg
- 1787–1792 Russisch-Österreichischer Türkenkrieg
- 1792–1815 Koalitionskriege
- 1815 Österreichisch-Neapolitanischer Krieg
- 1821 Militärintervention in Neapel (Königreich beider Sizilien)
- 1848/49 Erster Italienischer Unabhängigkeitskrieg
- 1859 Sardinischer Krieg
- 1878 Besetzung Bosnien und Herzegowina
- 1914–1918 Erster Weltkrieg

## Erscheinungsbild und Ausrüstung
1726 weißer Rock, rote Ärmelaufschläge; 1757 weißer Rock, rote Aufschläge und Kragen, Kamisol und Unterfutter; 1767 weißer Rock dunkelrote Abzeichen, gelbe Knöpfe, weißes Kamisol; 1868 dunkelblauer Rock, dunkelrote Abzeichen, gelbe Knöpfe.